# アメリカ合衆国におけるクズ

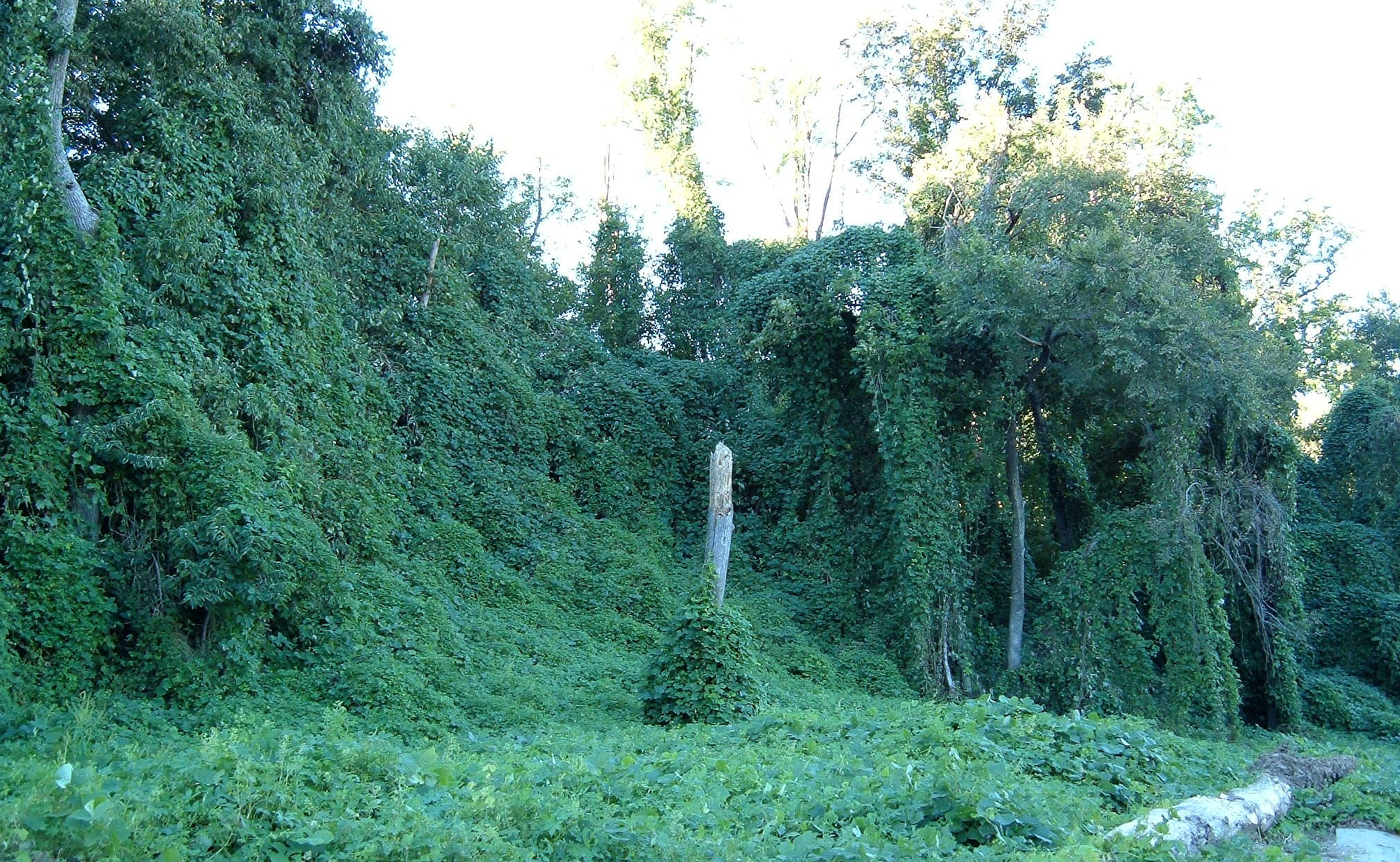
繁茂するクズが木々を覆っている様子。ジョージア州アトランタで撮影。

アメリカ合衆国におけるクズ（アメリカがっしゅうこくにおけるクズ）は、侵略的外来種として広く認知されている。同種はアメリカ南部地域において年間150,000エーカー (610 km2)の割合で生息域を広げており、あまりの成長の早さから除草剤の散布や刈り取りではほとんど食い止めることが出来ず、そのうえ除草にかかる費用は毎年600万ドルずつ増えつつある、と言われている。しかしこれには異論もあり、アメリカ合衆国森林局は年間2,500エーカー (10 km2)であるとの見積もりを発表している。
クズの移入はアメリカ合衆国の環境に重大な影響を与えており、「南部を飲み込んだ蔓（Vine that ate the South）」の異称で呼ばれることもある。

## 背景

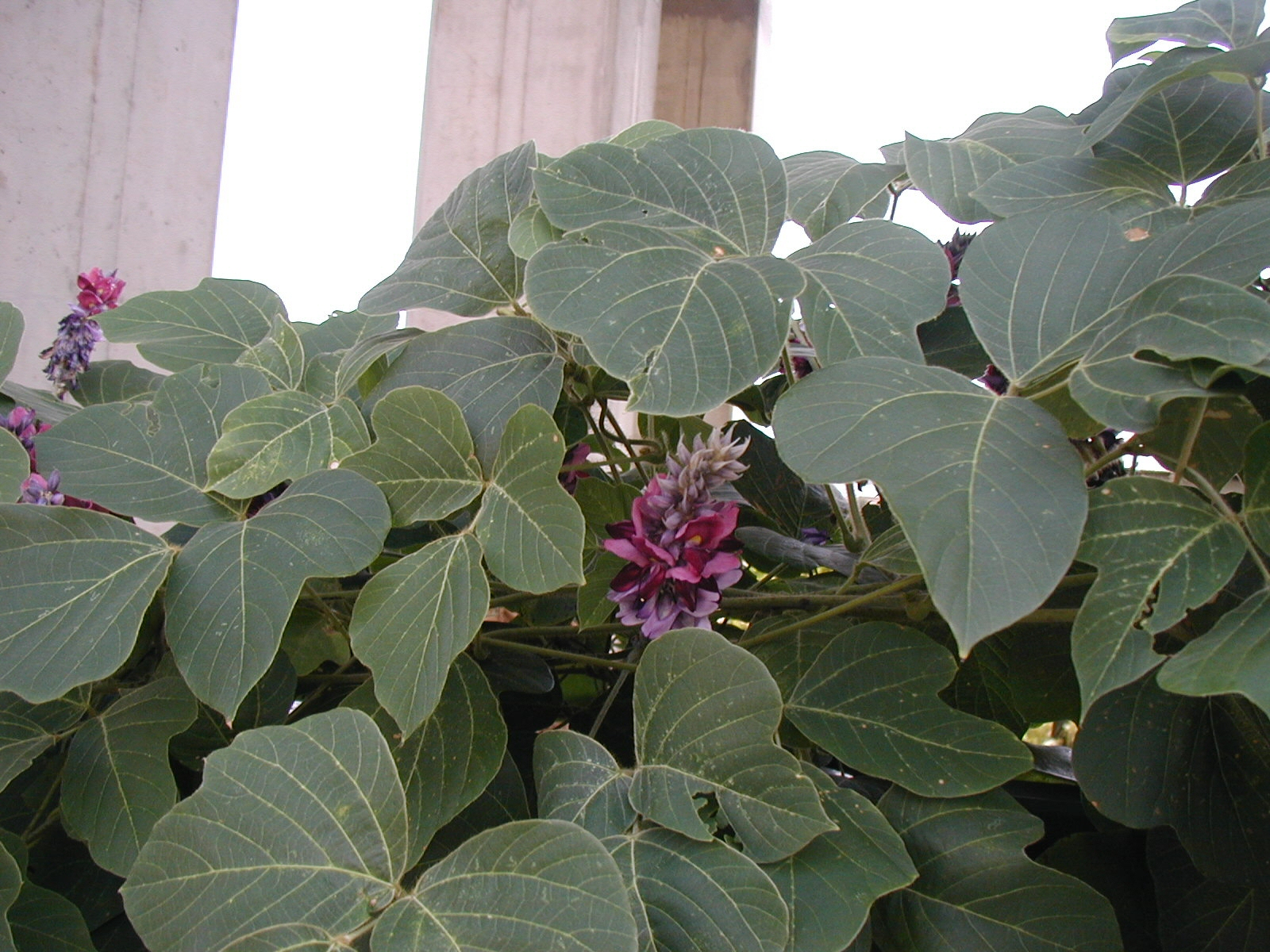
クズ（Pueraria lobata）。兵庫県川西市で撮影。

クズはアジアを原産地とする多年生つる植物であり、主に中華人民共和国や朝鮮半島、日本の温帯・亜熱帯地域に分布している。葉は3枚の小葉から構成されている。クズ属（Pueraria）を構成する5種（P. montana, P. lobata, P. edulis, P. phaseoloides, P. thomsoni）は近い関係にあり、アメリカで現在繁茂しているクズについても、これらのうち2つ以上の種を祖先とするものであると考えられている。小葉は楕円形で大きく、それぞれに3つの裂片を持つ。葉の裏面には毛が生えている。マメ科植物であるクズは窒素固定をすることができ、痩せた土壌で育った場合でも最大95パーセントの窒素分を自給することができる。つるに沿って結節があり、クズはこの部分から茎や巻きひげを伸ばすことによって体を支えたり、構造物に付着したりすることで勢力を広げる。つる植物であるクズは、結節から伸ばした茎や巻きひげを使うことでほとんどの構造物の表面をよじ登ることができる。クズの結節が土壌に接触した場合はそこから根が下ろされ、つるが地面に固定される。根は塊根であり、水分とデンプンが豊富である。クズは他の支持物に巻き付いて成長するため、木質の茎を作るために必要な資源を節約し、かわりに根の成長のために資源を使うことが出来る。クズ全体の総重量の40パーセントを根の重さが占める。クズには茎が土壌に露出しているところならばどこでも根を張ることができるため、主に栄養繁殖で増える。有性生殖については完全に送粉者に依存している。
クズは再生している森林などの、日光の当たる所を好むが、完全な日なたや半日陰の場所でも育つことが出来る。この特質からクズはアメリカ合衆国南東部において屋根付きのベランダに植える園芸植物として人気を博した。このことはクズが「南部を飲み込んだつる（the vine that ate the South）」と呼ばれるようになる元凶となった。

### アジアにおけるクズ
クズは日本原産と考えられている植物であるが、原産地においては、クズは冬になると地上部が枯死するため、それほど重大な脅威になることはなかった。クズはその後中国と、おそらくは朝鮮半島にも持ち込まれたと考えられている。日本において、クズは北緯44度線（北海道周辺）から北緯30度線（口之島周辺）にかけての山間地域、およびほとんどの低地に生える。朝鮮半島においては、クズは最低気温摂氏-30度の地域にも生息している。

### アメリカへの導入

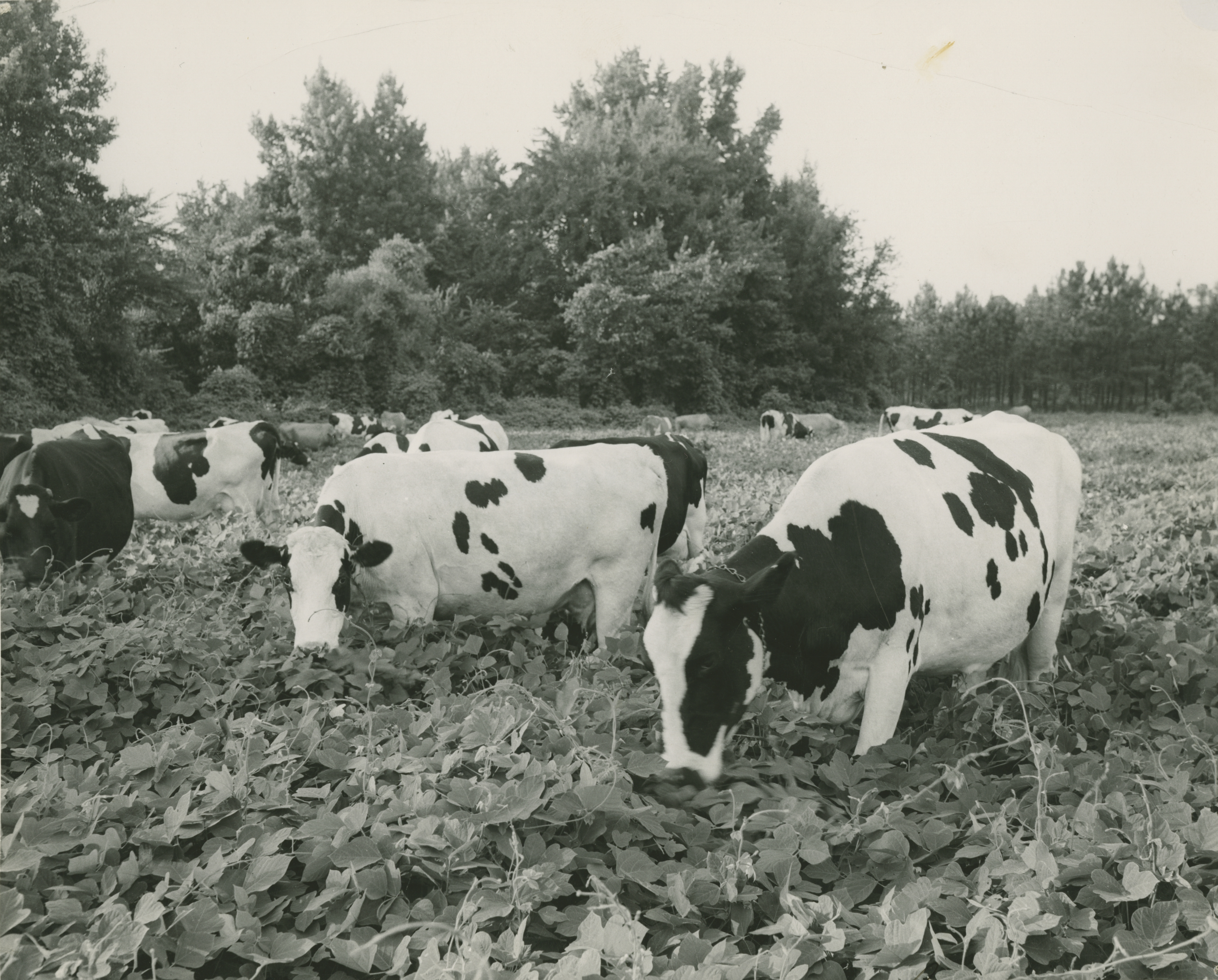
クズを食べる乳牛。ジョージア州コロンビア郡。1952年ないし1957年撮影。

クズがはじめてアメリカに紹介されたのは1876年のフィラデルフィア万国博覧会のときであった。また、南東部に持ち込まれたのは1883年のニューオリンズで行われた博覧会のときであった。クズはベランダに植えるための園芸植物として大規模に販売されはじめ、20世紀のなかばにはたんぱく質を豊富に含む牛用飼料、土壌流出を防ぐための植物としても販売され、ダスト・ボウルによる土壌の侵食を解決する手段として、市民保全部隊によって植え付けられた。土壌保全局はクズを斜面の土壌流出を食い止める手段として使うことを奨励し、政府の主導により8500万本の苗木が配布され、1ヘクタールあたり19.75ドルの奨励金が配られた。1946年までにクズは推定120万ヘクタールの敷地に植え付けられた。ワタミハナゾウムシの虫害と綿花の不作により複数の農家によって農地が放棄されると、植え付けられたクズはそのまま放置された。アメリカ南東部の気候・環境はクズに好都合であり、クズは事実上、歯止めが効かないほどに繁茂してしまった。1953年にアメリカ合衆国農務省はクズを土壌保護植物の推奨リストから外し、1970年には雑草に指定した。クズは1997年には連邦有害雑草法による規制対象に指定されていた。現在、クズはアラバマ州・ジョージア州・テネシー州・フロリダ州・ノースカロライナ州・ミシシッピ州などを中心に、アメリカ南東部の土地300万ヘクタールを覆っている。また、ニューヨークの行政区やオハイオ州のコロンバス、カナダのノバスコシア州などでも報告がある。

### 利用
アメリカにおいて、クズは飼料、土壌改良材、土壌の流出防止に使われるほか、つるがフォークアートの素材とされることもある。朝鮮半島では冷麺に代表されるように、クズの根に含まれるでんぷんが食用に供されるほか、健康食や薬用にも使われる。中国では葛根は漢方薬のひとつとして扱われ、煎じて飲んだり、アルコール依存症に対する治療法として用いられたりする。クズによるアルコール関連の問題の治療に有効性があるかどうかは現在疑問視されているが、実験では有望な結果が出ている。日本ではクズ根から取れるでんぷんである葛粉を食用ないし薬用に使うほか、乾燥させたものを病気の動物が食べるための干し草として使うことがある。葛粉は日本料理で使われ、国内では広く消費されている。また、ジャワ島・スマトラ島・マレー半島、ほかにプエルトリコ・南アメリカなどではクズを農作物として栽培している。それ以外の利用法として、紙漉きや食品製造、燻蒸、蜂蜜製造、メタン製造などに使われることがある。また、クズをバイオ燃料として利用する研究がある。

## 外来種としてのクズ

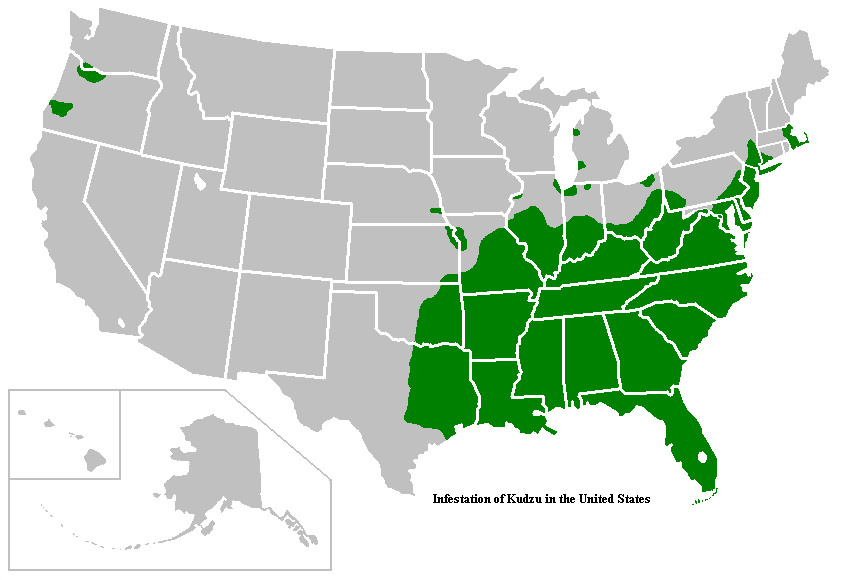
アメリカ合衆国におけるクズの分布図。

クズはペンシルベニア州の土壌侵食を食い止めるため、1876年に土壌保全局と市民保全部隊により計画的に導入された。クズは当初、室内でも生育する園芸植物として南西部に導入されたが、20世紀初頭までにはその他の用途にも使われはじめ、結果地植えされることになったクズは周辺に勢力を伸ばすことが容易になった。クズが導入されてから135年が経った現在、クズはすでにアメリカ南東部の土地300万ヘクタールを覆っており、この面積は年間5万ヘクタールずつ拡大していると言われている。この過程で送電線・建築物・固有の植物などが多く犠牲になっている。アメリカ合衆国においては、クズの生育はアラバマ州・アーカンソー州・ワシントンD.C.・デラウェア州・フロリダ州・ジョージア州・イリノイ州・インディアナ州・ケンタッキー州・ルイジアナ州・メリーランド州・ミズーリ州・ミシシッピ州・ノースカロライナ州・ノースダコタ州・ニュージャージー州・オレゴン州・オハイオ州・ペンシルベニア州・サウスカロライナ州・テネシー州・テキサス州・バージニア州・ウェストバージニア州で報告されており、ジョージア・アラバマ・ミシシッピの3州で特に被害が深刻である。

### 環境への影響
クズは他の植物すべてを、葉で覆い隠し、幹を締め付け、枝を破壊することで根こそぎにしてしまう。クズは急速に成長し、また窒素分の少ない土壌でも生育することが出来る特性を持っているため土地の資源をすばやく獲得し、在来の植物を競争から追いやることができる。クズと競争可能な植物としてはコミノネズミモチやスイカズラがあるが、いずれもアメリカでは侵略的外来種として扱われている。アメリカ南東部は同国内の他の地域には見られないほど生物多様性が高く、クズの繁茂は非常にやっかいな問題である。クズをはじめとする外来種により環境が破壊され、多様性の貧しい「つる植物の荒野」ができることは、同地域の生態系に対する重大な脅威である。
クズは非常にストレスに強い植物である。クズには乾燥に対する耐性があり、霜害も地上部にしか影響を与えない。また、窒素固定菌と共生しており、空気中の窒素をアンモニウムに変換することが出来る。アメリカ南東部において、クズは1ヘクタールあたり年間235キログラムの窒素を固定しており、これは在来種のそれと比較して1桁多い数字である。この特性によってクズは、他の植物が育たないような窒素分の少ない土壌でも生育することが出来る。こうして作られた窒素分はクズの葉の成長を助け、光合成の能率を高くする。
クズが大気組成に与える影響についての研究はほとんど無いが、ニューヨーク州立大学ストーニーブルック校の研究によればクズはアメリカ合衆国東部の大気中の窒素酸化物濃度を高めるほか、土壌酸性化とアルミニウムの溶脱、硝酸塩の滲出による水生生態系の汚染などに加え、気温が高い時には対流圏オゾンを2 ppb増加させていることがわかっている。
一度定着するとクズは急速に成長し、1日1フート (0.30 m)、ひとつの季節あたり60フィート (18 m)成長する。クズは根を成長させるために大部分の炭素を割り当てることにより十分な栄養を確保し、急速な成長と無性生殖による分布拡大を可能にしている。クズの一次根は重さ180キログラム以上に、直径18センチメートルにも成長することがあり、1日に地中3センチメートルを掘り進めることができる。クズはつるが土に接触している部分ならどこでも根を張り、どの方向にでもつるを伸ばしていくことが出来る。一度根付いたつるは1年以内に千切れ、別の株として成長するため、クズ群落を除草する際にはすべてのつるを取り除く必要がある。
栄養を確保する能力、急速に成長する能力に加え、クズは調位運動、すなわちもっとも光合成を行いやすい方向に葉を動かす運動をすることができる。また、クズは自分で体を支えることができず、他の植物に這い登ることで日光を得るため「構造に寄生する植物（structural parasite）」と呼ばれることがある。クズは生育が速いためすぐに他の植物に覆いかぶさり、日光を得られないようにしてしまう。

### 経済・文化への影響
アメリカ国内において、クズは森林の生産性を落とすことにより、1億ドルから5億ドル程度の被害を出していると見積もられている。また、クズの駆除には1ヘクタールあたり5000ドルの費用がかかるほか、電力会社はクズにより被害を受けた送電線の復旧に年間150万ドルをかけている。
ヴィックスバーグ国立軍事公園・チカマウガおよびチャタヌーガ国立軍事公園・グレート・スモーキー山脈国立公園といった、アメリカ合衆国南東部にある国立公園において、クズの管理は大きな懸念事項となる。ヴィックスバーグ国立軍事公園では総面積2,000エーカー (8.1 km2)のうち190エーカー (0.77 km2)にクズが繁茂しており、公園の歴史的価値を損なう危険性がある。

## 対策

### 直接的防除
つるの刈り取りによる除草は除草剤の散布よりも効果的な手法であるが、より時間がかかる。クズの繁茂を防ぐためには、クズが成長する時期に月1‐2回、地上部の刈り取りをしなければならない。この手法を実施する際は、刈り取り後のつるから株が再生することを防ぐために、燃やしたり、家畜の飼料にしたりするといった方法でつるを処分しなければならない。また、テネシー州チャタヌーガでは2010年より試験的に、ヤギとラマを使った除草の実験を実施している。同様の実験はノースカロライナ州ウィンストン・セーラムとフロリダ州タラハシーでも行われている。

### 化学的防除
除草剤によるクズの除草は時間はかからないものの、難易度は高い。一般的に、クズの除草にはピクロラムやトリクロピルといった農薬が使われ、最も有効性が高いのはテブチウロンとピクロラムであるとされる。しかし、こうした除草剤は高価であり、1エーカー (4,000 m2)あたり40米ガロン (150 l)から80米ガロン (300 l)を消費するこの防除法は経済的負担が大きい。除草剤による防除がもっとも効果を発揮するのはクズが成長する時期の、6月から10月にかけてである。毎年散布することにより、より有効性は高まるが、完全な防除には2年から10年が必要であるとされる。また、その他の手法としては太陽熱消毒法がある、太陽エネルギーを使って土壌を熱し、クズの根を死滅させるという手法であり、農薬や、その他の有害な物質を使わずに除草をすることが出来る。また、太陽熱消毒法によりクズを除草すると、クズの組織が分解されることにより土壌中のカリウム濃度が上昇することがわかっている。

### 生物的防除
クズの化学的・直接的防除は両者とも長期間行うことが難しいため、生物的防除の利用が提案されている。すでにいくつかの手法が実行に移されており、これからも防除に使われる生物は増えるだろうとされている。クズが生える場所には多くの植物病原菌、植物やその種を食べる昆虫が存在している。昆虫による種子の捕食はかなり頻繁に行われており、ノースカロライナ州で行われた研究ではクズの種子のうち81パーセントが捕食被害にあっていた。他の研究では、クズを餌とする昆虫が25種類確認されている。この研究により、クズの他に何を食べるのか分かっていない甲虫やハバチの仲間が複数種確認された。他の研究では、クズの茎を食べるゾウムシ2種と、クズの根を食べて成長する甲虫8種が確認されている。クズを食べる生き物はダイズやホッグピーナッツといった、近縁の農作物として扱われている植物を食害することがあるため、防除用の生物を選定する際は、その生物が餌とするものの範囲を確認しておかなければならない。
病原菌もクズの生物的防除のために使われることがあり、菌類の一種・Myrothecium verrucariaは防除の手段として有望であるとされている。この病原菌は摂氏30度から40度のときに最大の効力を発揮するが、これは現地の気候条件に一致しており、さらに菌が散布した部分からさらに広がることがないことも分かっている。しかし、この菌類は哺乳類に有害であるため扱いには細心の注意を払う必要があり、その部分が最大の欠点となっている。クズの防除に使える植物病原菌がほかにないか研究されているが、見つかっていない。